# 登別駅
登別駅（のぼりべつえき）は、北海道登別市登別港町（みなとちょう）1丁目にある北海道旅客鉄道（JR北海道）室蘭本線の駅である。駅番号はH28。電報略号はノホ。事務管理コードは▲130317。市内中心部の幌別地区にある幌別駅に対して、当駅は登別地区及び登別温泉への最寄駅であり、特急「北斗」（2号を除く）、「すずらん」が停車する。

## 歴史

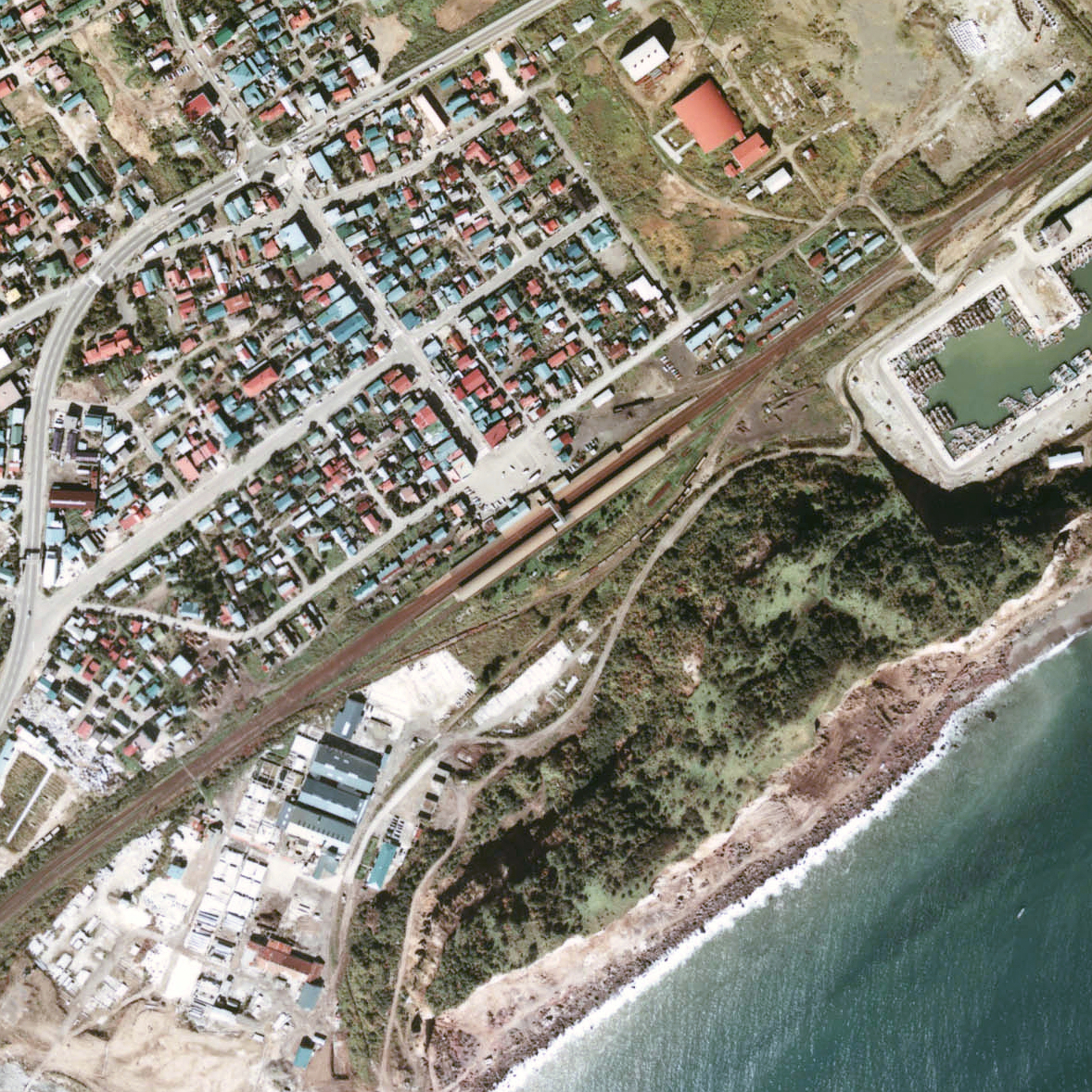
1976年の登別駅と周囲約750m範囲。左下が東室蘭方面。駅表白老方面の空き地（現・登別マリンパークニクス）の赤い屋根の建屋前へ向かって本線白老側からカーブする白い小道状のものは、1955年（昭和30年）から1960年（昭和35年）まで短期操業となった住友石炭鉱業の関連会社であった井華塩業の工場へ引きこまれていた専用線の跡。駅裏に膨らんだ留置線から左下のコンクリート工場脇へ専用線が伸びるが、全国専用線一覧では日通の砂利線もしくは石材線としか登録されておらず、この工場が使用していたかどうか不明。また、右に見える登別漁港が出来る前は同じ駅裏の留置線から伏古別川河口へ砂利線が伸びていた。

- 1892年（明治25年）8月1日：北海道炭礦鉄道の駅として開業[1]。一般駅[1]。
- 1897年（明治30年）12月1日：水害被害のため現在位置に新築移転。
- 1906年（明治39年）10月1日：北海道炭礦鉄道の鉄道路線国有化（鉄道国有法）により、官設鉄道に移管[1]。
- 1909年（明治42年）6月：ペサンケ - 当駅間約2kmに石材搬送の馬車鉄道敷設[注 3]。
- 1915年（大正4年）12月3日：登別温泉軌道登別駅前 - 登別温泉場間開業。当時は軌間762mmの馬車鉄道。
- 1918年（大正7年）5月1日：登別温泉軌道が馬車鉄道から蒸気軌道に変更。
- 1925年（大正14年）11月10日：登別温泉軌道が電化され、蒸気軌道から電気軌道に変更。同時に1,067mmに改軌。
- 1933年（昭和8年）
  - 9月1日：登別温泉軌道が休止[7]。
  - 10月15日：登別温泉軌道が廃止、バスに転換される[8][9]。
- 1935年（昭和10年）3月30日：駅舎改築。
- 1954年（昭和29年）8月10日：昭和天皇、香淳皇后が登別市に行幸。登別駅発 - 苫小牧着のお召し列車が運転[10]。
- 1968年（昭和43年）：登別駅構内立売商会の川瀬将佐が「洋寿し」を考案して駅弁として発売[11]。
- 1974年（昭和49年）5月4日：みどりの窓口営業開始[12][13]。
- 1980年（昭和55年）5月15日：貨物取扱廃止[1]。
- 1984年（昭和59年）2月1日：荷物取扱廃止[1]。
- 1987年（昭和62年）4月1日：国鉄分割民営化により北海道旅客鉄道（JR北海道）に継承[1]。
- 2004年（平成16年）：駅弁「洋寿し」の販売が終了[11]。
- 2005年（平成17年）3月16日：自動旅客案内放送装置使用開始。
- 2014年（平成26年）8月30日：特急「北斗」「スーパー北斗」全列車が停車するようになる[14]。
- 2016年（平成28年） 
  - 2月：駅入口の手動ドアが自動ドアとなる。
  - 3月26日：当改正で新設・増発された「スーパー北斗2号」（従来の2号は4号に改称、現：「北斗2号」）が当駅を通過するようになる[15]。
- 2021年（令和3年）1月21日：話せる券売機が設置される[2]。

## 駅構造
2面3線のホームを持つ地上駅。1番線と2番線の間には、貨物列車用の待避線が存在する。配線上、旅客列車の待避は上り列車のみ可能。出口は登別温泉側に1箇所設置している。
社員配置駅。みどりの窓口及び話せる券売機が設置されている。改札口及びホームにLCD発車標を設置しているほか、駅自動放送を備えている。みどりの窓口では登別温泉までの路線バス往復割引乗車券を販売している。また、ジェイアール北海道レンタリース登別営業所（駅レンタカー）がある。
2020年2月14日、登別市が当駅のエレベーター設置に関連して、跨線橋の撤去にかかる費用1億5千万円をJR北海道が、残る跨線橋撤去費用を除いた概算事業費7億円を登別市が5 - 6億円負担し、残る1 - 2億円を国の補助金を充てることを発表した。また、2020年度よりエレベーター設置に向けた設計を行い、2024年の供用開始を目指すとした。
2023年6月14日、JR北海道が登別駅のバリアフリー化および駅舎整備の着手について、乗り換え跨線橋とエレベーターを新設しバリアフリー化を図り、待合室の混雑緩和を目的として、駅舎の新造と既存駅舎のリフレッシュ工事を行うことが発表された。また、現在の跨線橋は撤去される。国と登別市が、バリアフリー化にかかる約10億円を全額負担し、駅舎整備にかかる約9億円はJR北海道が負担することも発表されている。
駅のバリアフリー化と新駅舎の整備は2025年度、現駅舎のリフレッシュと現乗り換え跨線橋の撤去は2026年度の使用開始を目指すとした。

### のりば
| 番線 | 路線      | 方向 | 行先             | 備考               |
| ---- | --------- | ---- | ---------------- | ------------------ |
| 1    | ■室蘭本線 | 下り | 苫小牧・札幌方面 |                    |
| 2    | ■室蘭本線 | 上り | 室蘭・函館方面   |                    |
| 3    | ■室蘭本線 | 上り | 室蘭方面         | 当駅始発・待避列車 |

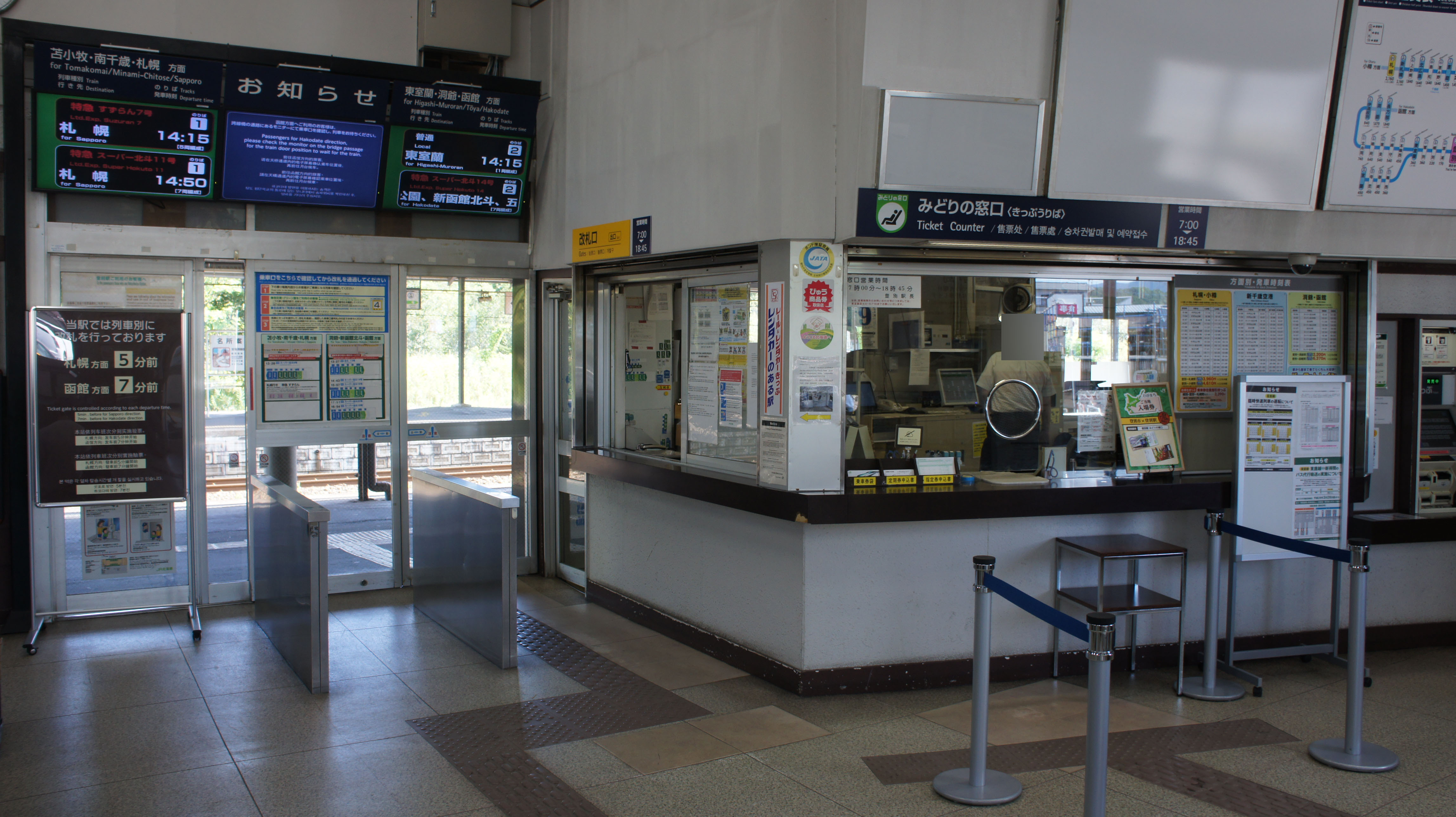
改札口（2017年9月）
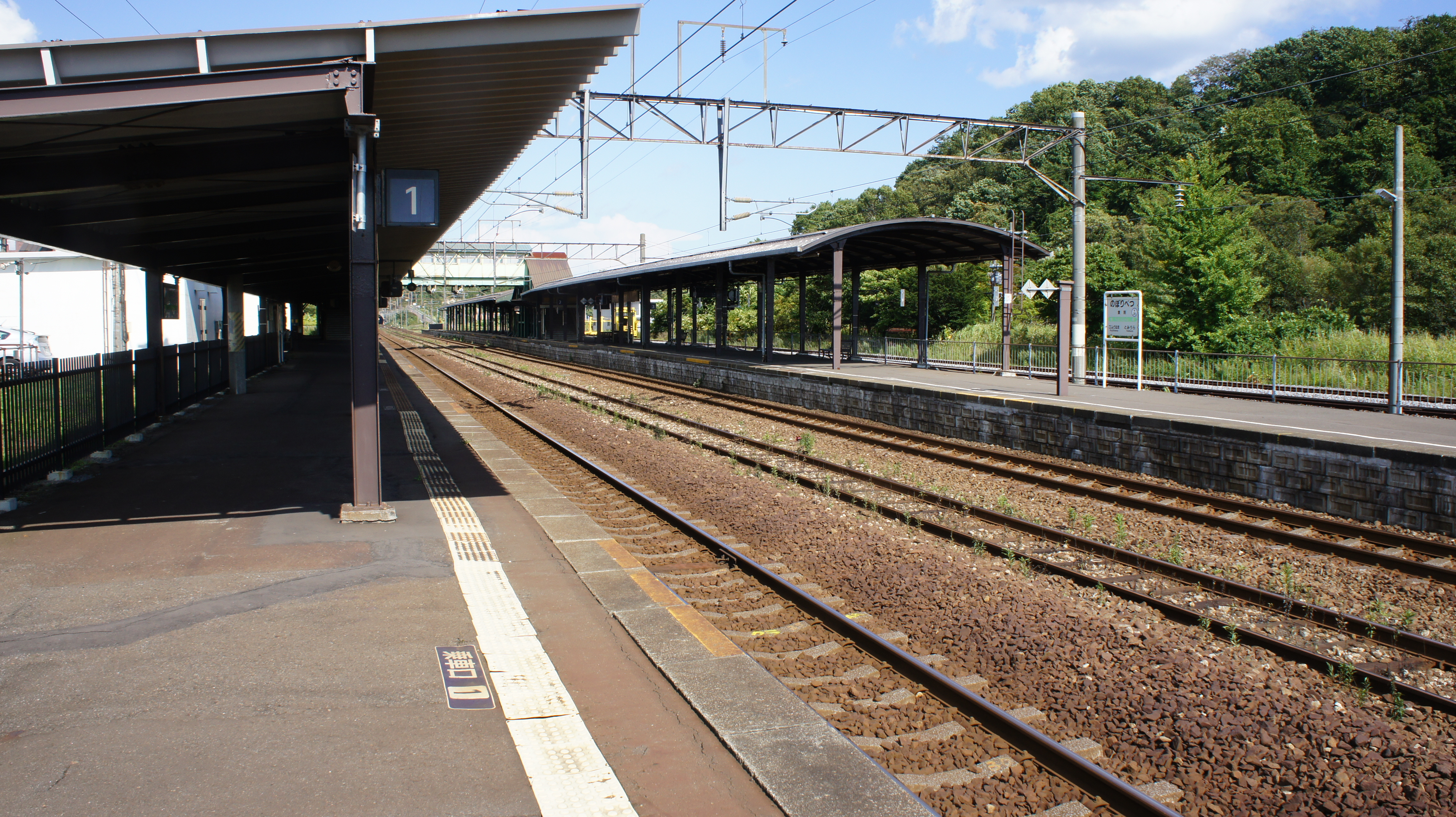
ホーム（2017年9月）
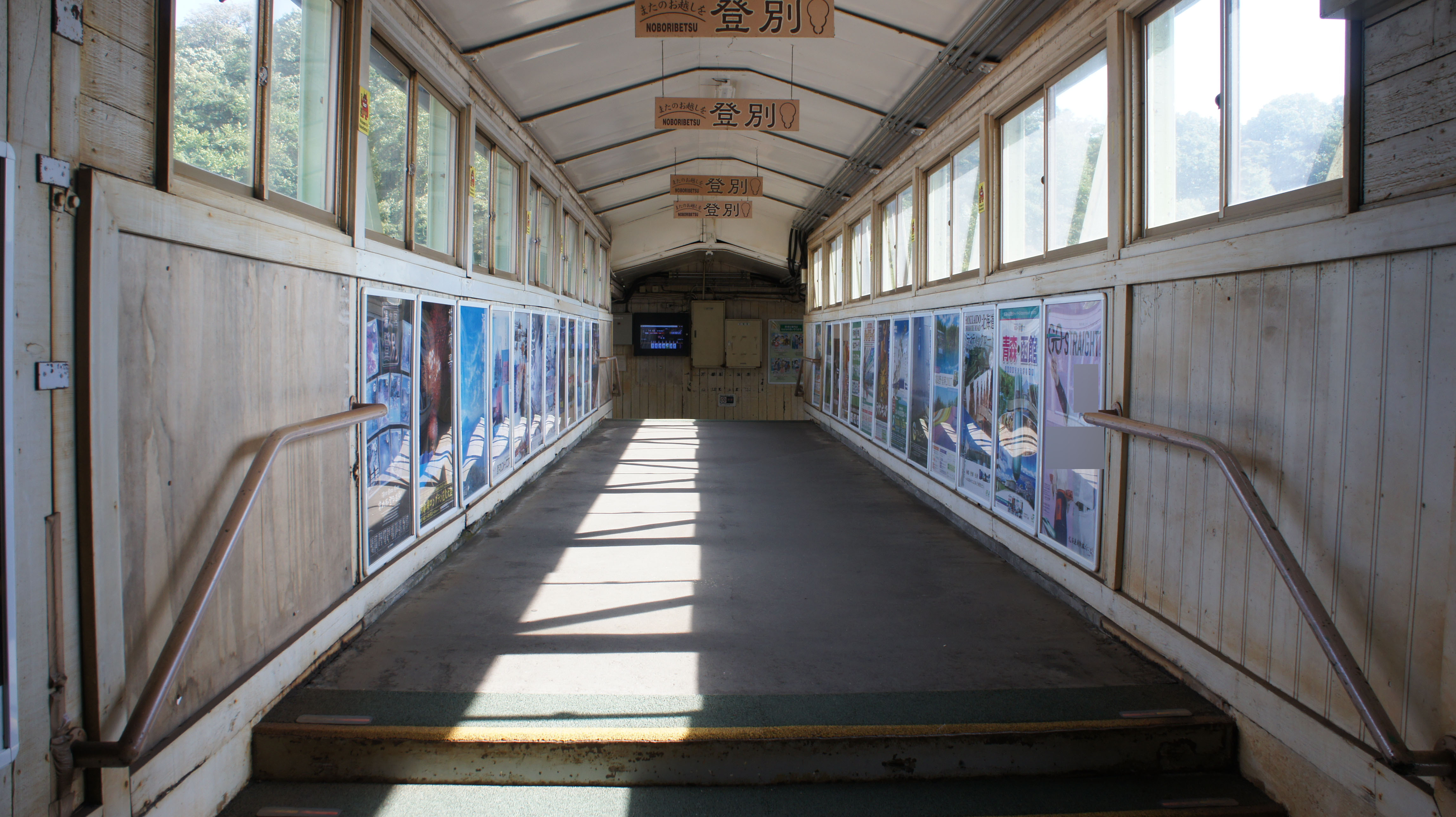
跨線橋（2017年9月）
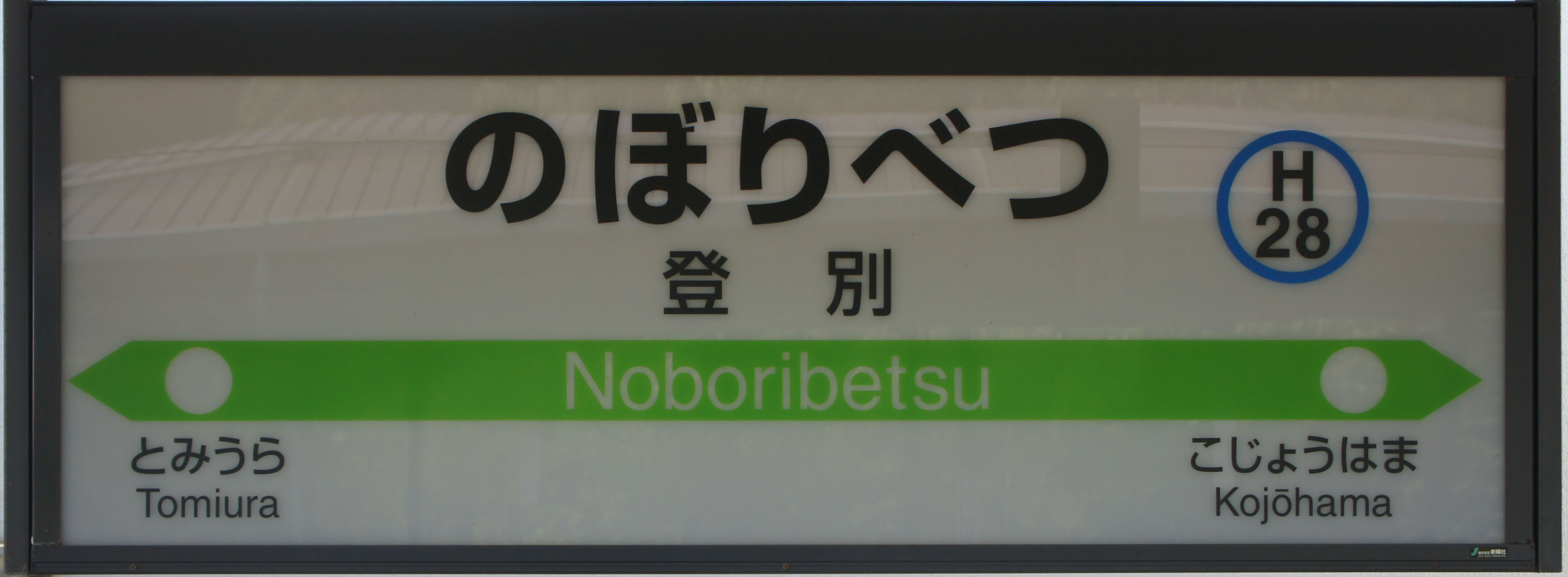
駅名標（2017年9月）

## 利用状況
「登別市統計書」によると、近年の年度別乗車人員の推移は以下のとおりである。
| 年度               | 乗車人員 （百人） | 乗車人員 （一日平均） | 出典    |
| ------------------ | ----------------- | --------------------- | ------- |
| 2011年（平成23年） | 1,193             | 326                   | [ * 2 ] |
| 2012年（平成24年） | 1,179             | 323                   | [ * 2 ] |
| 2013年（平成25年） | 1,135             | 311                   | [ * 2 ] |
| 2014年（平成26年） | 1,132             | 310                   | [ * 2 ] |
| 2015年（平成27年） | 1,266             | 346                   | [ * 2 ] |
| 2016年（平成28年） | 1,420             | 389                   | [ * 3 ] |
| 2017年（平成29年） | 1,504             | 412                   | [ * 3 ] |
| 2018年（平成30年） | 1,533             | 420                   | [ * 4 ] |
| 2019年（令和元年） | 1,405             | 384                   | [ * 4 ] |
| 2020年（令和02年） | 741               | 203                   | [ * 5 ] |
| 2021年（令和03年） | 785               | 215                   | [ * 5 ] |
| 2022年（令和04年） | 1,022             | 280                   | [ * 1 ] |

## 駅周辺

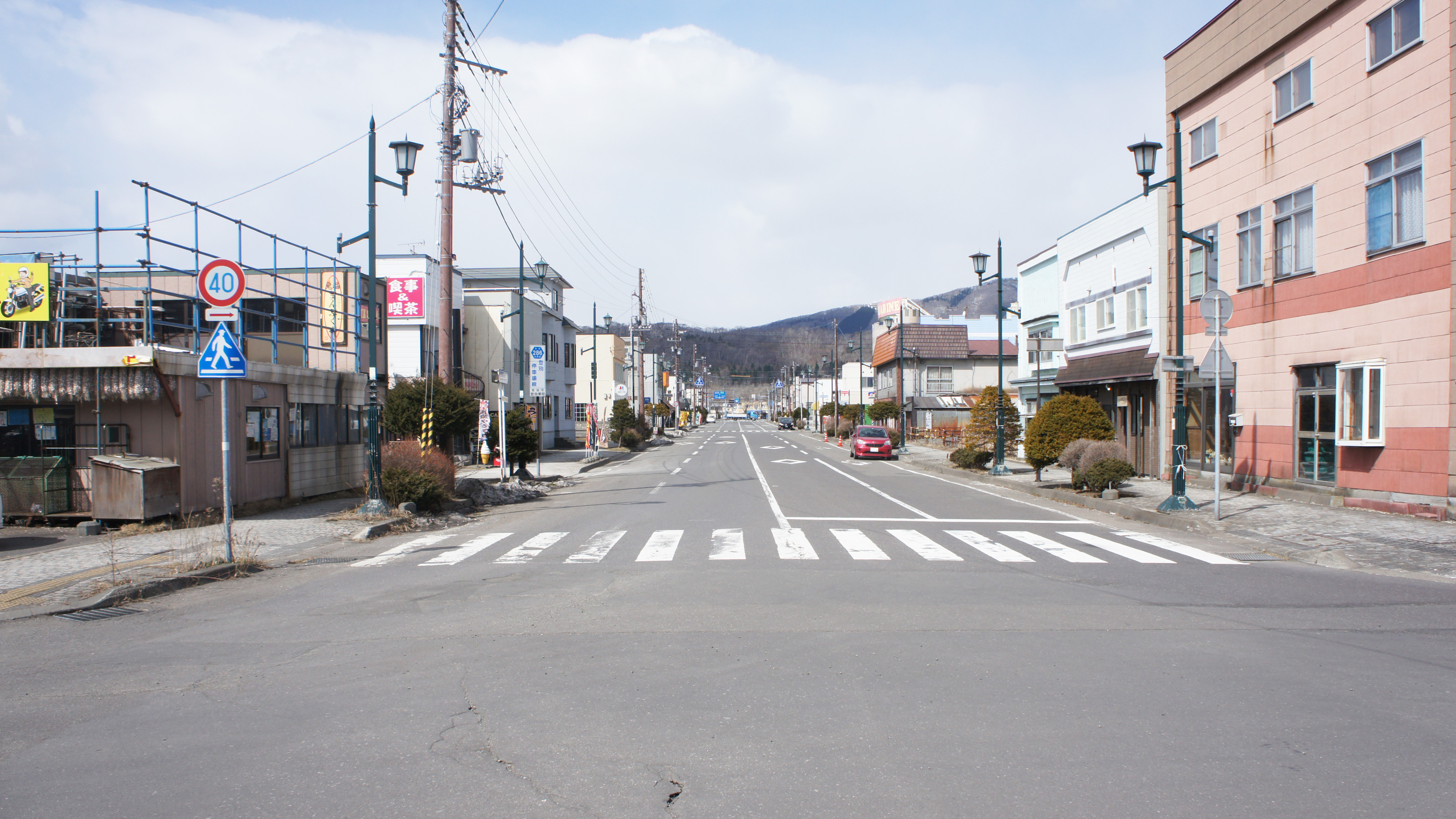
登別温泉通

駅正面の登別温泉通（北海道道286号登別停車場線）は、国道36号を越えると北海道道2号洞爺湖登別線として道央自動車道登別東IC、登別伊達時代村、登別温泉（地獄谷）、倶多楽湖、カルルス温泉、オロフレ峠などに接続している。また、虎杖浜温泉（白老町）方面へアクセスする際にも利用される。駅から500 mほどの距離に登別マリンパークニクスがあり、地域医療機能推進機構登別病院は駅から徒歩約9分、知里幸恵 銀のしずく記念館は駅から徒歩約15分に位置している。駅東側には登別漁港がある。
路線バスは道南バスによる一般路線バス「登別駅前」停留所があり登別温泉方面などの発着がある。ほか、2024年（令和6年）4月1日より登別市交流センターヌプル敷地内に道南バス・北海道中央バスによる高速バス用の「登別駅前」停留所が設置され、同日より札幌市方面高速白鳥号・高速むろらん号、同年6月1日より新千歳空港方面高速はやぶさ号が発着する。
- 登別駅前郵便局
- 室蘭警察署登別東交番
- コープさっぽろのぼりべつ東店
- 室蘭信用金庫登別支店
- 登別市交流センター「ヌプル」
- 登別市役所登別支所（登別市交流センター「ヌプル」1階）

## 隣の駅
北海道旅客鉄道（JR北海道）
■室蘭本線
富浦駅 (H29) - 登別駅 (H28) - 虎杖浜駅 (H27)

### かつて存在した路線
登別温泉軌道
登別温泉軌道線
登別駅前 - 神威若駅